# یواس‌اس فاراگات (تی‌بی-۱۱)
یواس‌اس فاراگات (تی‌بی-۱۱) (به انگلیسی: USS Farragut (TB-11)) یک کشتی بود که طول آن ۲۱۴ فوت (۶۵ متر) بود. این کشتی در سال ۱۸۹۸ ساخته شد.